# Duitse militaire begraafplaats in Kastel-Staadt
De Duitse militaire begraafplaats in Kastel-Staadt is een militaire begraafplaats in Rijnland-Palts, Duitsland. Op de begraafplaats liggen omgekomen Duitse militairen uit de Tweede Wereldoorlog.

## Begraafplaats
Op de begraafplaats rusten 1463 Duitse militairen. De meesten kwamen in de laatste fase van de Tweede Wereldoorlog om het leven. Het gebied rond Kastel-Staadt lag enige tijd in de frontlinie.